# Miguel Bernal
Miguel Bernal Feito (Madrid, 11 de mayo de 1958) es un exfutbolista español que jugaba como centrocampista. Es junto a Emilio Butragueño y Joselu Mato el quinto goleador histórico del Real Madrid Castilla Club de Fútbol, filial del Real Madrid Club de Fútbol, con 40 tantos.

## Clubes
| Club                          | País   | Año       |
| ----------------------------- | ------ | --------- |
| Real Madrid Castilla C. F.    | España | 1978-1981 |
| Real Racing Club de Santander | España | 1981-1985 |
| R. C. D. Mallorca             | España | 1985-1988 |
| U. D. Salamanca               | España | 1988-1990 |